# Dunaújváros

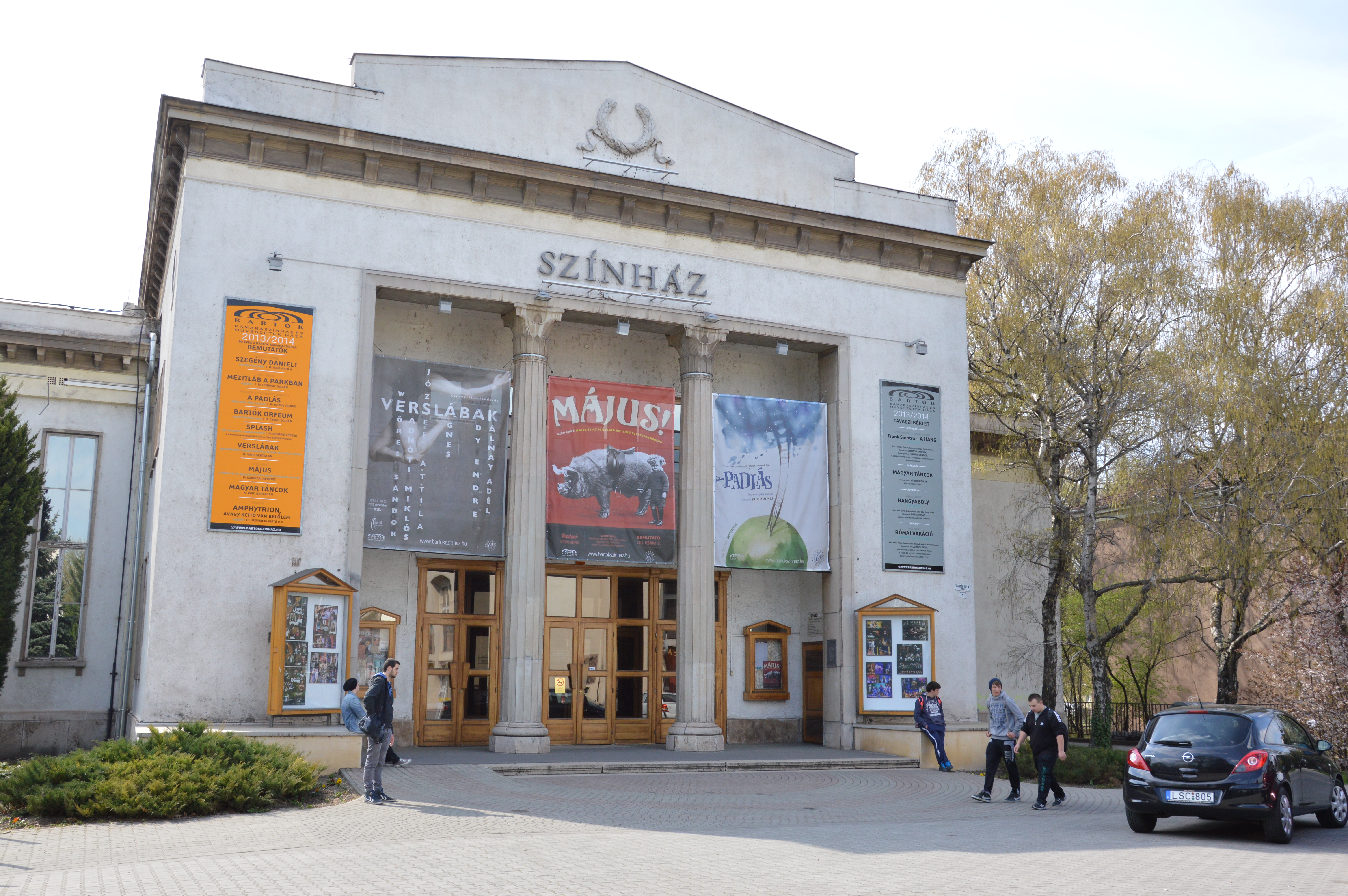
Béla Bartók-teatern, uppförd 1952−1953.

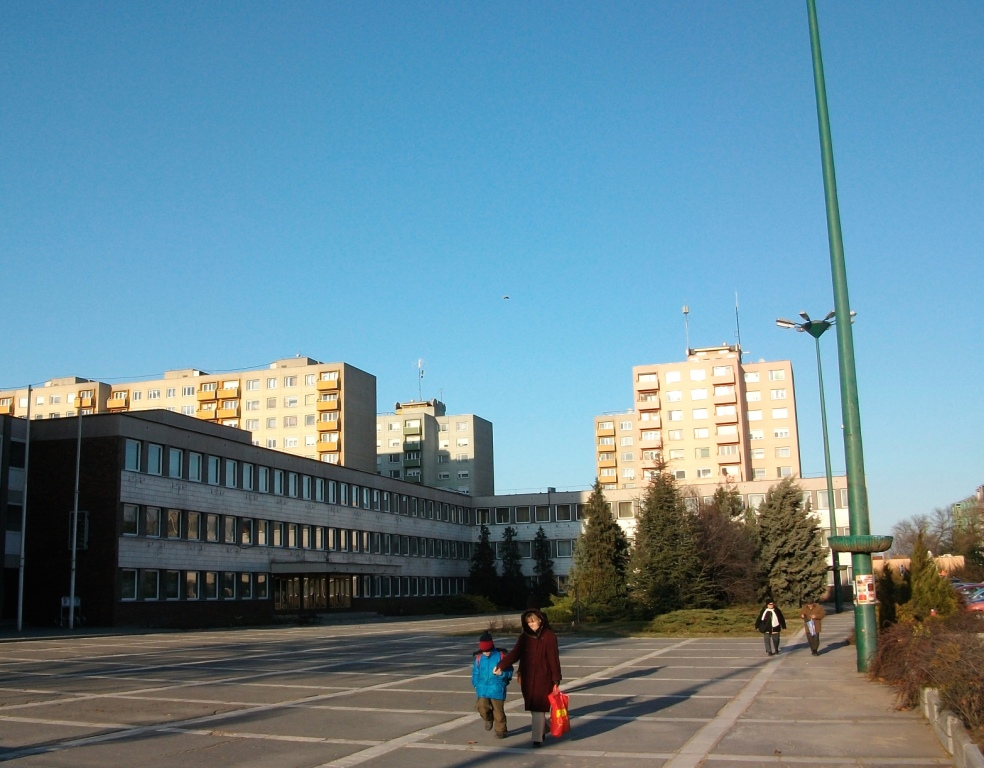
Torget Városháza tér.

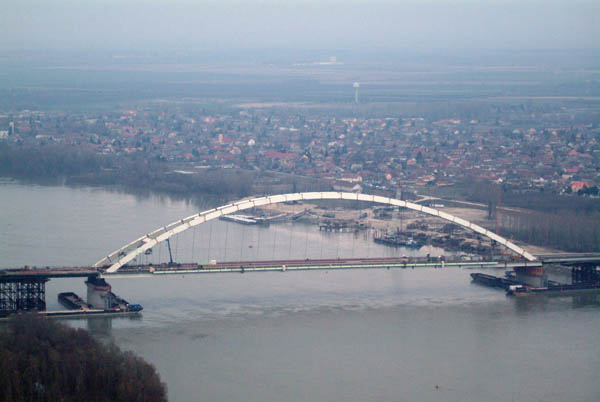
Pentelebron (invigd 2007) över Donau går mellan södra delen av Dunaújváros och grannstaden Dunavecse (till höger).

Dunaújváros (tidigare kallad: Sztálinváros och Dunapentele, tyska: Neustadt an der Donau, serbiska: Пантелија, Pantelija) är en stad i provinsen Fejér i centrala Ungern. Staden har 42 136 invånare (2021), på en yta av 52,67 km². Den är belägen vid Donaus västra strand, 67 kilometer söder om Budapest. Dunaújváros grundades 1951.

## Historia
Dunaújváros är en av de yngsta städerna i landet. Den byggdes under 1950-talet under industrialiseringen i landet under socialisterna, som en ny stad belägen bredvid den befintliga byn Dunapentele.

### Dunapentele
Området har varit bebott sedan antiken. När västra Ungern var en romersk provins under namnet Pannonien, fanns ett militärt läger och en ort kallad Intercisa vid denna plats, på gränsen vid provinsen. Ungrarna erövrade området under det tidiga 900-talet. Orten Pentele, namngiven efter det medeltida grekiska helgonet Pantaleon, grundades strax efter.
Mellan 1541 och 1688 var orten under osmanskt styre, och under det 15-åriga kriget blev den totalförstörd. Under frihetskriget, ledda av Frans II Rákóczi blev platsen ödelagd igen. Under 1700-talet började staden blomstra. År 1830 fick orten rättigheter att hålla två marknadsdagar varje vecka. År 1831 bröt koleraepidemin ut och bönderna anföll staden. Staden fick stadsrättigheter år 1833 av Ferdinand V. Stadens invånare var aktiva i frihetskrigen år 1848–1849.

### Dunaújváros
Efter andra världskriget drog den stora industrialiseringsvågen över landet. Den nya, kommunistiska regeringen gjorde om flera orter till stora industristäder och stärkte den industriella rollen vid befintliga städer. Under sena 1949 togs beslutet att bygga en stor metallindustri (järn- och stålverk). Från början skulle anläggningen byggas nära Mohács, men den ungersk-jugoslaviska relationen förvärrades och en ny plats valdes, längre från den jugoslaviska gränsen. Staden planerades/ritades 1950 och var från början tänkt att få 25 000 invånare.
Uppbyggnaden av staden påbörjades den 2 maj 1950 nära Dunapentele. Inom ett år hade mer än 1 000 bostadsenheter byggts och industrianläggningen var under uppbyggnad. Staden tog namnet Sztálinváros efter Stalin officiellt den 4 april 1952, som en parallell till Stalingrad i Sovjetunionen.
Stalins död 1953 medförde dramatiska förändringar. Landet började gå mot ekonomisk kris och ett faktum var att mycket pengar spenderades på industrialiseringen, speciellt vid Sztálinváros. Uppbyggnaden av staden och fabriken saktade plötsligt ned. 1954 stod fabriken klar och staden hade 27 772 invånare under denna tid. 85 procent av invånarna bodde i moderna, bekväma lägenheter, medan omkring 4 200 bodde i obekväma baracker som fungerat som arbetarbostäder under stadens uppbyggnadsfas.
Under mitten av 1950-talet organiserades en kollektivtrafik, bussarna transporterade omkring 24 000 passagerare dagligen. Under 1950-talet byggdes också flera kultur- och sportfaciliteter i staden.
Uppbyggnaden hindrades 1956 av olika anledningar – en jordbävning och en översvämning, och den 23 oktober startade revolutionen (Ungernrevolten). Under revolutionen användes det historiska namnet Dunapentele igen. Rákócziradiostationen, som startats av revolutionärerna, sände från Dunapentele (från en buss som konstant flyttades runt om i staden så att den inte kunde hittas). Även om invånarna i Dunapentele försökte skydda sin stad ockuperade den sovjetiska armén staden den 7 november. Staden sattes under krigslagar och sovjetiska stridsvagnar fanns utplacerade på många platser.
Staden började utvecklas igen efter revolutionen. Den var fortfarande märkesstaden för socialism i Ungern och visades ofta för utländska besökare. Bland besökarna fanns Jurij Gagarin och den indonesiska presidenten Sukarno. Staden blev också en inspelningsplats för biograffilmer.
Dunaújváros hade 1960, efter tio år, redan 31 000 invånare.
Den 26 november 1961 ändrades namnet från Sztálinváros till Dunaújváros (Duna|új|város betyder "Donaus nya stad", se även Tiszaújváros) som en konsekvens av Stalins död 1953 och den ungerska revolutionen 1956.
Industrianläggningen Dunaferr har ännu (2018) en viktig roll inom den ungerska stålindustrin och är en stor arbetsgivare i området.

## Vänorter
- Coventry, Storbritannien[2][3]
- Dębica, Polen[4]
- Elbasan, Albanien
- Linz, Österrike
- Terni, Italien[5]
- Villejuif, Frankrike